# Cédric Joqueviel
Cédric Joqueviel est un footballeur français né le 21 juillet 1982 à Montpellier.
Formé au Montpellier HSC au poste de défenseur central, il évolue, de 2008 à 2010, à l'Impact de Montréal avec qui il remporte le championnat canadien en 2008.

## Biographie
Cédric Joqueviel commence le football au Castelnau Le Crès FC avant de rejoindre à dix-sept ans le centre de formation du Montpellier HSC. Il ne parvient pas à percer au sein du club et ne dispute essentiellement que des rencontres avec l'équipe réserve. Sa seule apparition dans l'équipe professionnelle se déroule lors d'un match de Coupe de France en décembre 2000, rencontre perdue sur le score d'un but à zéro face au FC Sète À vingt-et-un ans, il retourne au Castelnau Le Crès FC qui évolue en division d'honneur régionale tout en poursuivant ses études en STAPS. Il termine avec l'université de Montpellier 3e du championnat universitaire en 2005 avant de remporter le titre l'année suivante, il devient également lors de cette saison international universitaire.
En voyage au Québec, il passe les essais organisés par l'Impact de Montréal en février 2007. Retenu à l'issue de la phase de sélection, il signe un contrat d'un an avec la franchise mais doit jouer dans l'équipe réserve de l'Attak de Trois-Rivières en raison des quotas de joueurs étrangers et remporte la Coupe du Canada en 2007. Seul joueur de l'équipe trifluvienne à disputer tous les tours de cette coupe, il reçoit en fin de saison le titre de joueur le plus utile à l'équipe. Son entraîneur Marc Dos Santos déclare alors « Cédric nous a donné l’impression que jouer en défense centrale était un métier facile, il aura certainement sa chance de jouer à un plus haut niveau un jour ».
Il intègre la franchise de l'Impact en 2008 et s'impose au poste de libéro. Il inscrit son seul but avec le club en août 2009 lors d'une rencontre face à l'Austin Aztex FC. Il remporte avec l'Impact les USL en 2009 et atteint les quarts de finale de la Ligue des champions de la CONCACAF.
En juin 2010, il quitte le club pour des raisons familiales et rentre en France. En janvier 2011, il retourne dans son premier club, le Castelnau Le Crès FC puis, rejoint, en 2012, le FC Pyramid Grande-Motte littoral en division d'honneur régionale. Il dispute avec le Québec le tournoi International des Peuples, Cultures et Tribus à Marseille en 2013.

## Palmarès
- Vainqueur des USL : 2009
- Champion de France Universitaire : 2006
- Troisième du championnat de France Universitaire : 2005
- Vainqueur de la Coupe du Canada : 2007
- Vainqueur du Championnat canadien en 2008
- Récompense du joueur le plus utile (MVP) : 2007 (distribuée par la direction de l'Attak)
- A fait partie de l'équipe universitaire française en 2006

## Statistiques en carrière - Saison régulière
| Année        | Club                    | Ligue | pj | pd | MIN  | B | P | PTS | C | E |
| ------------ | ----------------------- | ----- | -- | -- | ---- | - | - | --- | - | - |
| 2007         | Attak de Trois-Rivières | LCS   | 22 | 22 | 1980 | 1 | 0 | 2   |   |   |
| 2008         | Impact de Montréal      | USL   | 19 | 18 | 1640 | 0 |   |     |   |   |
| 2009         | Impact de Montréal      | USL   | 15 | 14 | 1150 | 1 | 1 | 3   |   |   |
| 2010         | Impact de Montréal      | USL   | 4  | 4  | 360  | 0 | 0 | 0   | 0 |   |
| Total Impact |                         | USL   | 38 | 36 | 3150 | 1 | 1 | 3   |   |   |